# Шильдер, Владимир Александрович
Влади́мир Алекса́ндрович Ши́льдер (24 мая 1855 — июль 1925, Ленинград) — русский генерал от инфантерии, директор Пажеского корпуса, Александровского лицея, воспитатель Великого князя Алексея Михайловича.

## Биография
Лютеранин. Из дворян.
Родился 24 мая 1855 года в имении Симаново Витебской губернии.
Окончил Пажеский корпус (1873), был выпущен прапорщиком в Семёновский лейб-гвардии полк.
Чины: подпоручик (1877), поручик (1878), штабс-капитан (1887), капитан (1892), полковник (1896), генерал-майор (за отличие, 1903), генерал-лейтенант (за отличие, 1910), генерал от инфантерии с увольнением от службы (1917).
Участвовал в русско-турецкой войне 1877—1878 годов, был награждён несколькими орденами. Служил полковым адъютантом, командовал ротой (1884—1885).
В 1885—1887 годах находился в распоряжении Великого князя Михаила Николаевича, в 1887—1889 был воспитателем его сына, Великого князя Алексея Михайловича. Позднее служил адъютантом Великого князя Михаила Николаевича (1889—1896), инспектором воспитанников Александровского лицея (1896—1900). В 1900—1902 годах вновь находился в распоряжении генерал-фельдцейхмейстера Великого князя Михаила Николаевича.
Позднее занимал пост директора Псковского кадетского (1902—1906) и Пажеского корпусов (1907—1910) с коротким отрезком командования Семёновским полком (1906—1907). В сентябре 1910 года был назначен директором Александровского лицея.

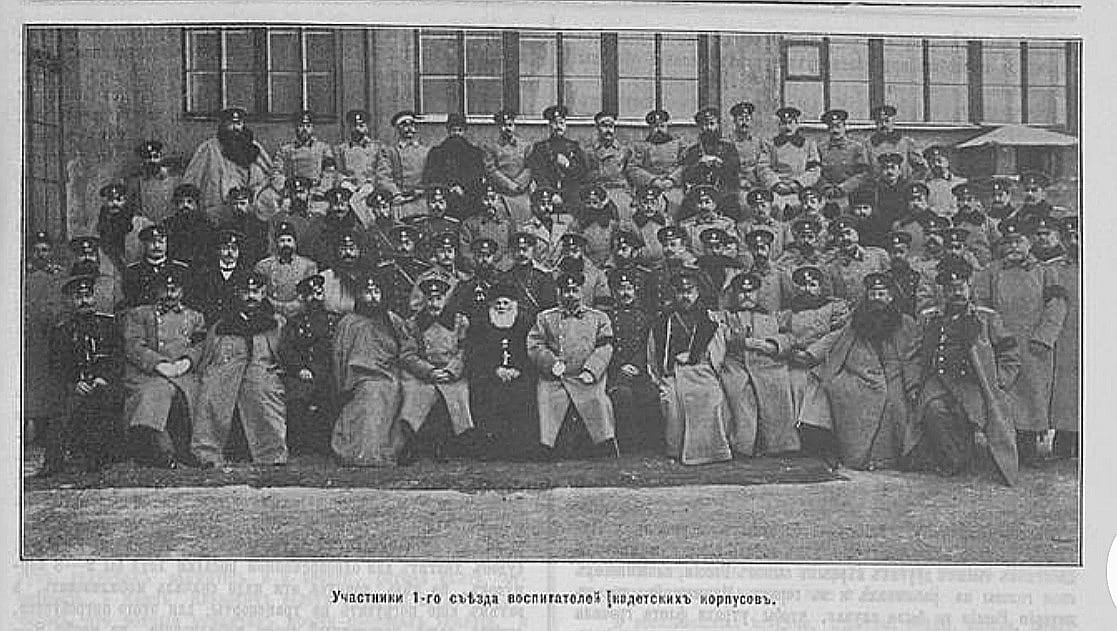
Первый ряд: А. И. Калишевский, Н. А. Хамин, Е. Е. Семашкевич, П. Н. Лазарев-Станищев, В. В. Римский-Корсаков, В. Э. Данкварт, В. А. Шильдер, Л. П. Войшин-Мурдас-Жилинский, Н. А. Радкевич, В. В. Григоров, Н. П. Попов, В. М. Кох. Второй ряд: Н. А. Зотов, М. Л. Салатко-Петрище, Н. Д. Казанцев, К. П. Сангайло, В. В. Цытович, М. А. Трубников, В. И. Греков, А. В. Полторацкий, Г. Ф. Гирс, А. Н. Зауервейд, Е. И. Глотов, А.Ф Вячеслов, И. И. Рыковский, Н. К. Михайловский, В. Д. Языков, А. Л. Вильке, Д. А. Агищев, Н. Н. Бахтин, А. Н. Антонов, Е. А. Заржецкий. Третий ряд: М. А. Угрюмов, Н. Г. Лукирский, В. В. Гаврилович, Ф. В. Гринев, Б. А. Вильбоа, В. П. Дзякович, И. А. Завадский, Г. Д. Дитерихс, М. И. Мягков, В. И. Попов-Азотов, Н. Л. Хитрин, В. О. Плошинский, А. С. Азарьев, Н. Д. Коптев, В. А. Муромцев, Ф. Н. Доннер, В. В. Смирнов, А. Д. Ромашкевич, Н. Н. Купчинский, М. А. Сафонов. Четвёртый ряд: К. К. Лютер, Н. С. Желязовский, В. С. Лавров, Б. А. Гартвиг, А. С. Манучаров, В. И. Бурков, Т. В. Львов, П. П. Шаховской, В. С. Яковлев, В. Д. Чемякин, П. П. Черепанов, И. Г. Денисов, В. В. Татаринов, Н. В. Петров. Санкт-Петербург. 1908 год

После революции остался в Петрограде. Был арестован по делу лицеистов, умер в ленинградской тюрьме ГПУ:

Князь Голицын, по словам Седерхольма, до последней минуты сохранил хорошую память и выдержку, но его два однодельца — генерал Шильдер и помещик Тоур, находились на грани помешательства. Генерал Шильдер умер за неделю до расстрела князя, а Тоур, получивший 10 лет Соловков, умер по дороге в концлагерь от воспаления мочевого пузыря.

## Семья
Был женат на Анне Михайловне Клингенберг (1855 — после 1928). Арестована вместе с племянницей Елизаветой Николаевной в ночь с 24 на 25 февраля 1925 года, спустя 10 дней после ареста мужа; приговорена к 5 годам концлагеря и отправлена в Соловецкий лагерь; в 1927 году досрочно освобождена с ограничением проживания в 6 городах; в августе 1928 года обращалась к Е. П. Пешковой, выясняя судьбу сына.
Их сын Михаил (1893—1925) — выпускник Александровского лицея (1914), чиновник, в 1925 году арестован и расстрелян по делу лицеистов.

## Награды
- Орден Святой Анны 4-й ст. (1878);
- Орден Святого Станислава 3-й ст. с мечами и бантом (1878);
- Орден Святой Анны 3-й ст. (1881);
- Орден Святого Владимира 4-й ст. (1889);
- Орден Святого Станислава 2-й ст. (1894);
- Орден Святого Владимира 3-й ст. (1900);
- Орден Святого Станислава 1-й ст. (1905);
- Орден Святой Анны 1-й ст. (1910);
- Высочайшая благодарность «за отлично-усердную службу» (ВП 7.01.1912);
- Орден Святого Владимира 2-й ст. (ВП 21.01.1912);
- Орден Белого Орла (ВП 6.12.1914).

Иностранные:
- прусский орден Короны 3 ст. (1884);
- мекленбург-шверинский орден Вендской короны 3 ст. (1888);
- бухарский орден Благородной Бухары 2 ст. (1896);
- мекленбург-шверинский орден Грифона 2 ст. (1902).